# 生物学史

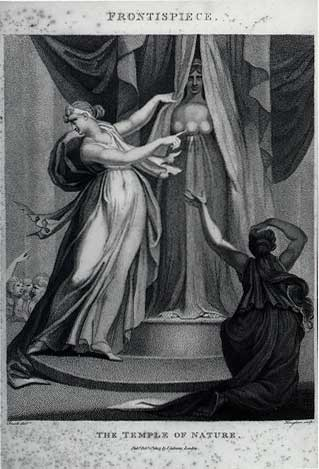
伊拉斯謨斯·達爾文的演化诗《自然的殿堂》（The Temple of Nature）的卷首插图，一名女神正在拉开自然（图中为阿耳忒弥斯）的罩纱。託寓和隐喻在生物学史上经常扮演着重要的角色。

生物学史是人类从古至今对生命研究的过程。虽然生物学的概念作为单一领域出现於19世纪，但生物学从传统医学起就已经出现，并可以根据自然史追溯到古埃及医学及希腊罗马时代亚里士多德和盖伦的工作。中世纪时，穆斯林医生及学者如阿维森纳等人进一步发展。欧洲文艺复兴及近代时期，生物学思想被新的经验主义思想彻底变革并发现了一些新的生物。这次活动中比较突出的是对生理机能进行了实验和认真观察的安德雷亚斯·维萨里和威廉·哈维以及开始对生物进行分类和化石记录的博物学家卡尔·林奈和蒲豐，同时还对有机体的发展和行为进行研究，显微镜展示了之前从未看到的世界并为细胞学说打下基础。自然神学的重要性不断增长，在一定程度上回应了机械论学说的兴起，鼓励了博物学的发展（虽然它也巩固了目的论的证明）。
从18世纪到19世纪，植物学及动物学等生物科学逐渐形成专门的学科。拉瓦锡和其它物理学家开始通过物理和化学方法将有生物的世界和无生命的世界连接起来。探索博物学家如亚历山大·冯·洪堡调查了生物和他们所在环境之间的关系，这些关系取决於地理，并建立了生物地理学、生态学及动物行为学。博物学家开始否认本质主义并考虑灭绝及物种突变的重要性。细胞学说为生命的基础提供了新的角度。这些发展以及胚胎学和古生物学，被查尔斯·达尔文综合到自然选择的演化论中。19世纪末，自然发生说开始没落，同时疾病生源说兴起，而遗传的机制仍处於神秘状态。
20世纪初，对孟德尔的作品的重新发现带来了托马斯·亨特·摩尔根和他的学生们的遗传学的快速发展。到了1930年代，群体遗传学和自然选择相结合形成「新达尔文主义」。新的学科得到了快速发展，特别是在沃森和克里克提出DNA的结构之后。随着分子生物学的中心法则的建立和遗传密码的破译，生物学被明显地分为有机体生物学（organismal biology）——主要研究生物体及所在的群体—和细胞生物学及分子生物学所在领域。到20世纪末，一些新学科如基因组学和蛋白质组学则打破了这一趋势，有机体生物学家使用了分子生物学的技术，而分子生物学家和细胞生物学家也调查了基因和环境的关系以及自然生物体的遗传。

## 生物学（"biology"）的语源学
生物学的英文单词biology由希腊语的βίος (bios)（意为“生命”）加上后缀'-logy'（意为“科学”、“……的知识”或“……的学问”，源自希腊动词λεγειν, 'legein' = 「选择」或「收集」）合成。现代意义上的术语biology分别由卡尔·弗雷德里希·布达赫（Karl Friedrich Burdach，1800年）、戈特弗里德·莱茵霍尔德·特里维兰纳斯（Gottfried Reinhold Treviranus，《Biologie oder Philosophie der lebenden Natur》，1802年）以及让-巴普蒂斯特·拉马克（《Hydrogéologie》, 1802年）独自使用。而单词本身在米夏埃尔·克里斯托弗·汉诺夫（Michael Christoph Hanov）於1766年出版的Philosophiae naturalis sive physicae dogmaticae: Geologia, biologia, phytologia generalis et dendrologia的第三卷中作为标题出现。
在生物学（biology）之前，有很多术语被用於动物和植物的研究。博物学（Natural history）指生物学的描述方面，虽然它也包括矿物学和其它非生物领域。从中世纪到文艺复兴，博物学的统一框架则是自然阶梯（scala naturae）或存在之链。自然哲学（Natural philosophy）和自然神学（natural theology）包含了这一概念及动植物生命的形而上学基础，处理了为什么生物存在和它们行为的问题，虽然这一主题通常也包括现在的地质学、物理学、化学及天文学。生殖生理学（Physiology）和（植物）药物学是医学的范畴。在18世纪和19世纪生物学（biology）一词之前，植物学（Botany）、动物学（zoology）、以及（在化石的情况下）地质学（geology）取代了博物学（natural history）和自然哲学（natural philosophy）这些词被广泛使用。

## 古代和中世代的知识

### 早期文化
远古人类必须传播有关植物和动物的知识以便增加生存的机会。这也包括了人类和动物的解剖学方面，以及动物行为学（如迁徙的方式）。但是，生物学知识的第一个重大转折点是在约10,000年前的新石器革命。人类首次开始种植作物并饲养家畜，同时开始了定居的生活。
古代文明，如两河文明、古埃及、印度次大陆及中国出现了著名的外科医生和自然科学学者，如妙聞和张仲景，反映出独立复杂的自然哲学系统。然而，现代生物学的起源通常被回溯到古希腊哲学時期。

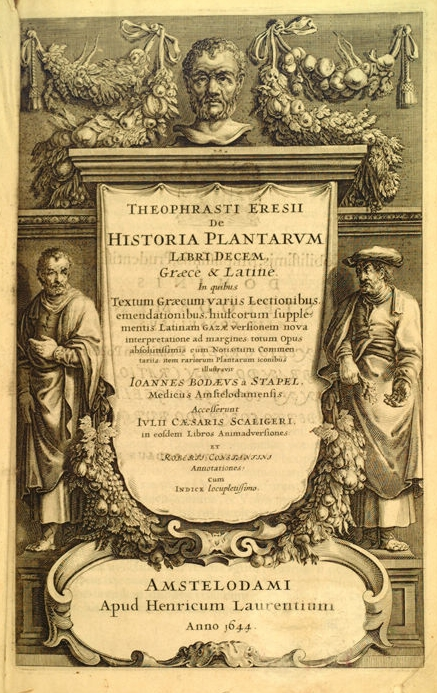
1644年版的《植物史》（Historia Plantarum，约1200）卷首插图，最初著於约公元前300年。

### 古希腊传统
前苏格拉底哲学家们问了很多关於生命的问题，但仅得到了很少关於有特定生物学意义的系统知识——虽然原子论在生物学史上多次试图以纯物理的手段解释生命。但是希波克拉底和他的追随者的医学理论，特别是四体液说，持续影响了很长时间。
哲学家亚里士多德是古典时期最有影响力的学者之一。尽管他早期对於自然哲学的作者都是理论性的，亚里士多德后期的生物学作品则偏向实验，关注生命的起源和生物多样性。他对自然界进行了无数的观察，特别是身边世界的植物和动物的习性和抽象化，他对分类对了大量工作。亚里士多德共分类了540个动物品种，并解剖了至少50种。他相信形式因指导了所有的自然进程。
直到18世纪，亚里士多德以及几乎所有在他之后的西方学者，相信生物从植物到人类按着一个完美的等级进行排列，即“存在之链”（the scala naturae） 。亚里士多德的追随者泰奧弗拉斯托斯写了系列关於植物学的书籍，其中《植物史》(Historia Plantarum)——这本书對古代植物学作出了巨大的贡献，其影响甚至及於中世纪。泰奧弗拉斯托斯使用的一些名稱甚至保留到了現代，如水果的carpos和果皮的pericarpion。老普林尼对植物和自然也深有研究。
在托勒密王朝统治下的希腊化时代，一些学者修正了生理学成果，尤其是赫洛菲洛斯和埃拉吉斯塔特，他们甚至进行了解剖和活体解剖的试验。 盖伦成为医学和解剖学最重要的权威。虽然有一些古代的原子论者，如卢克莱修，挑战了亚里士多德学者关於生命的各方面都是目的所决定的的目的论观点。直到18和19世纪，目的论（以及基督教崛起后的自然神学）一直在生物学思想基础中保持着中心地位。恩斯特·麦尔声称，“直到文艺复兴，在卢克莱修和盖伦之后，生物学并没有发生什么真正的变化。”

### 中世纪和伊斯兰知识

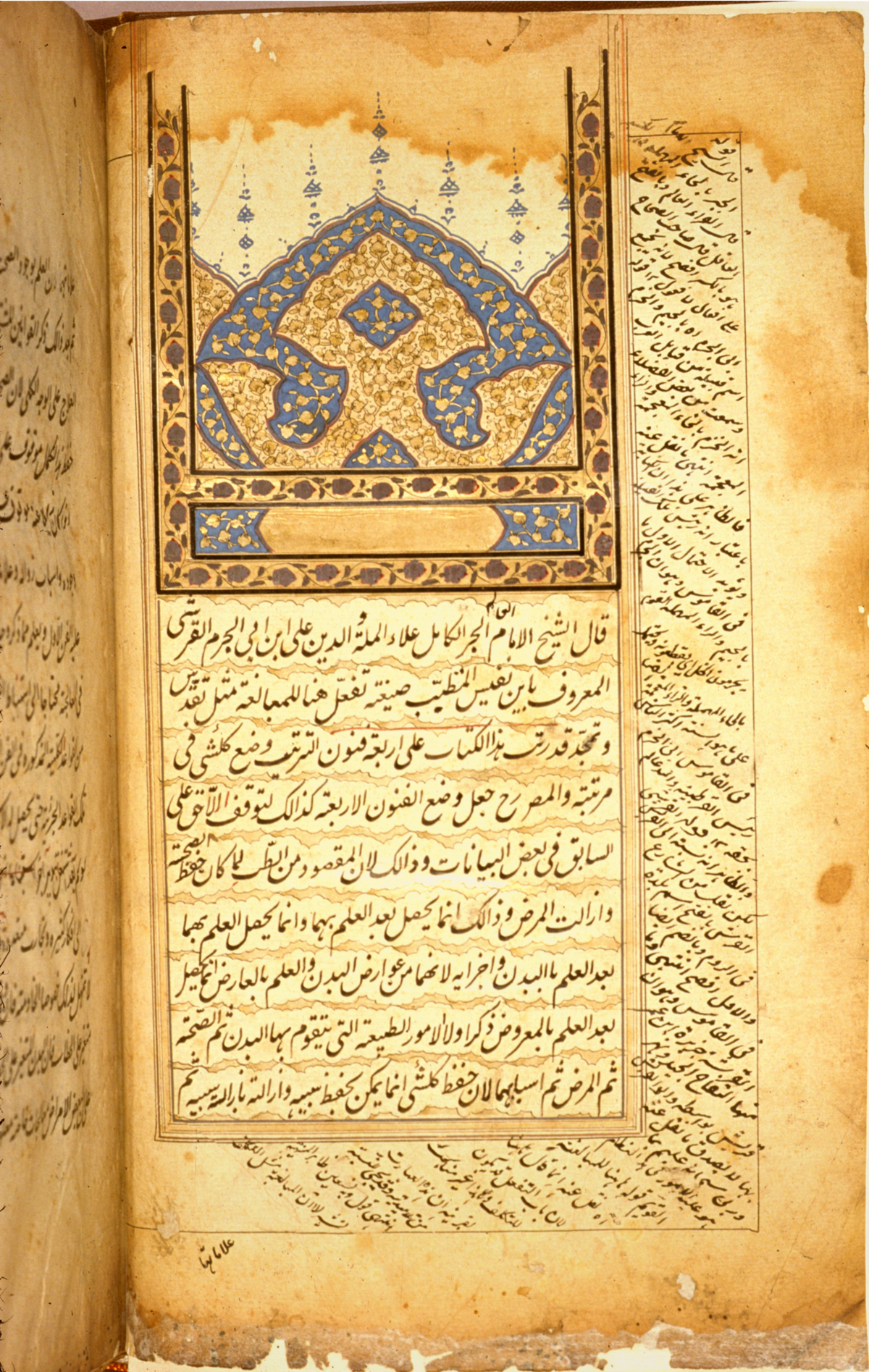
伊本·纳菲斯的一本医学著作。他是试验解剖学的早期拥护者，发现了肺循环和冠状血管。

罗马帝国的衰败导致了很多知识的消失和毁灭，虽然医生们仍然在希腊传统的很多方面合作进行培训和实践。在拜占庭和伊斯兰世界中，很多希腊作者被翻译成阿拉伯文，而亚里士多德的一些著作也被保留下来。
中世纪的穆斯林医生、科学家及哲学家们为8世纪至13世纪间的生物学知识作出了巨大的贡献，这一时期被称为“伊斯兰黄金时代”或“穆斯林农业革命”。举个例子，在动物学方面，非洲裔阿拉伯学者贾希兹（781年－869年）描述了早期的进化论思想 如适者生存 。他也介绍了食物链的概念 ，而且是环境决定论的早期拥护者 。库尔德生物学家阿布·哈尼法·迪纳瓦里（Abū Ḥanīfa Dīnawarī，828年－896年）因其著作《植物书》（Book of Plants）被认为是阿拉伯植物学的奠基人。书中至少描述了637种植物，并从发芽到死亡对植物的发育进行了讨论，描述了植物生长的过程及开花结果 。在解剖学及生理学领域，波斯医生拉齐（865年－925年）进行了早期试验来推翻盖伦的体液学说 。
实验医学方面，波斯医生伊本·西那（980年－1037年）在《回回药方》中介绍了临床试验和临床药理学 ，这本著作在17世纪前一直是欧洲医学教育的权威教材。安达卢斯裔阿拉伯医生伊本·苏尔（1091年－1161年）是最早进行试验性解剖和验尸的学者之一。他的结果证明了疥疮是由寄生虫所引起的疾病，这一发现颠覆了体液学说。他引入了实验性的外科学术，在将外科学术在人体上应用前，先进行相应的动物试验。在1200年的埃及饥荒期间，阿卜杜·拉蒂夫（Abd-el-latif）观察并检验了大量的骨骼，他发现盖伦对下颚骨及骶骨的构造描述是错误的。
13世纪初，安达卢斯裔阿拉伯生物学家阿布·阿巴斯·纳巴蒂（Abu al-Abbas al-Nabati）对植物使用了早期的科学方法，在试验中采用了经验主义和实验技术，描述并鉴定了大量生药，并通过实际试验和观察分离了大量未验证的报告。他的学生伊本·贝塔尔（死於1248年）编写了描述1,400种植物、食物和药物的药学百科全书，其中有300种是由他首次发现的。他的作品被翻译成拉丁文，并在18世纪和19世纪期间被欧洲生物学家和药学家广泛使用。
阿拉伯医生伊本·纳菲斯（1213年－1288年）是试验性解剖和验尸的另一位早期倡导者，他於1242年发现了肺循环和冠状循环，这两个循环构成成循环系统的基础。他同时描述了代谢的概念，并打破了盖伦学派和阿维森纳主义关於四体液、脉搏、骨骼、肌肉、肠道、感觉器官、胆管、食道及胃的理论。

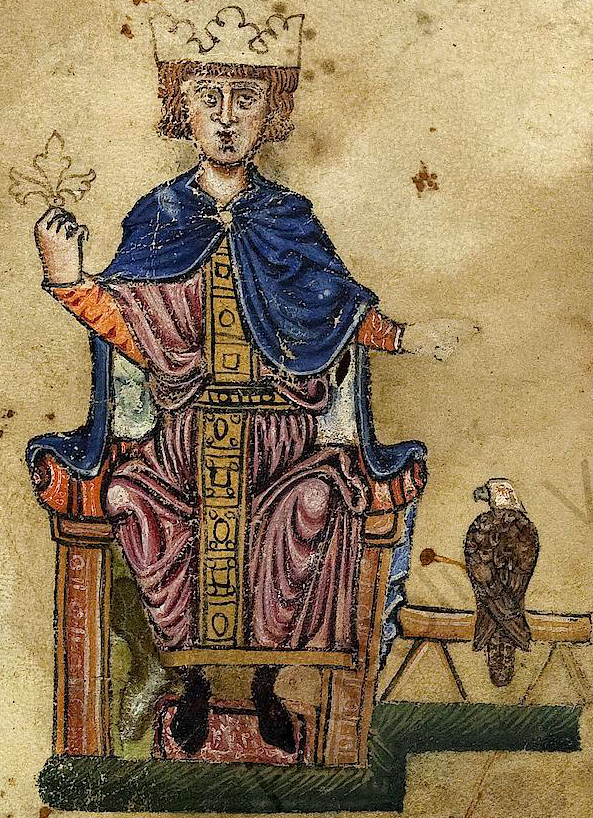
《捕鸟的艺术》（De arte venandi）是腓特烈二世关於鸟类形态学的一本著作。这本著作对中世纪的自然历史产生了一定的影响。

中世纪盛期，一些欧洲学者如宾根的希尔德加德、大阿尔伯特及腓特烈二世开拓了自然历史。虽然欧洲大学的兴起过程中重视物理学和哲学的发展，但对生物学依然形成了影响。

## 文艺复兴及早期的现代发展
欧洲文艺复兴给经验自然史和生理学带来了发展。1543年，安德雷亚斯·维萨里的人体解剖学巨著《人体的构造》开启了西方医学史的新时代。在这一著作中，维萨里以尸体的解剖结果作为依据。维萨里是在生理学和医学领域中以经验主义取代经院哲学的大量解剖学家第一人，他完全采用了第一手的经验而不是权威和摘要。通过药草学，医学间接成为植物学经验革新的源头。奥托·布朗菲尔斯、希罗尼默斯·鲍克、林恩哈特·法奇广泛编写了野生植物相关内容，并开始与植物全方位接触。作为动物自然和比喻知识的结合，动物寓言也越来越精细，特别是在威廉·透纳、皮埃尔·贝龙、纪尧姆·龙德莱、康拉德·格斯讷、乌利塞·阿尔德罗万迪的作品中。
一些艺术家，如阿尔布雷希特·丢勒和列奥纳多·达芬奇，经常和博物学家一起工作。他们对动物和人体感兴趣，研究了生理学的细节并对解剖学知识作出了贡献。炼金术和自然魔法的传统，特别是在帕拉塞尔苏斯的作品中，也坚持了对生命世界的认识。炼金术将有机物质进行化学分析，并随意使用生物学和矿物药理学进行试验。这是在17世纪对世界观的持续转换的一部分（机械论的兴起），而传统的隐喻“自然是有机的”（nature as organism）也被“自然是机械的”（nature as machine）所替代。

### 十七世纪与十八世纪

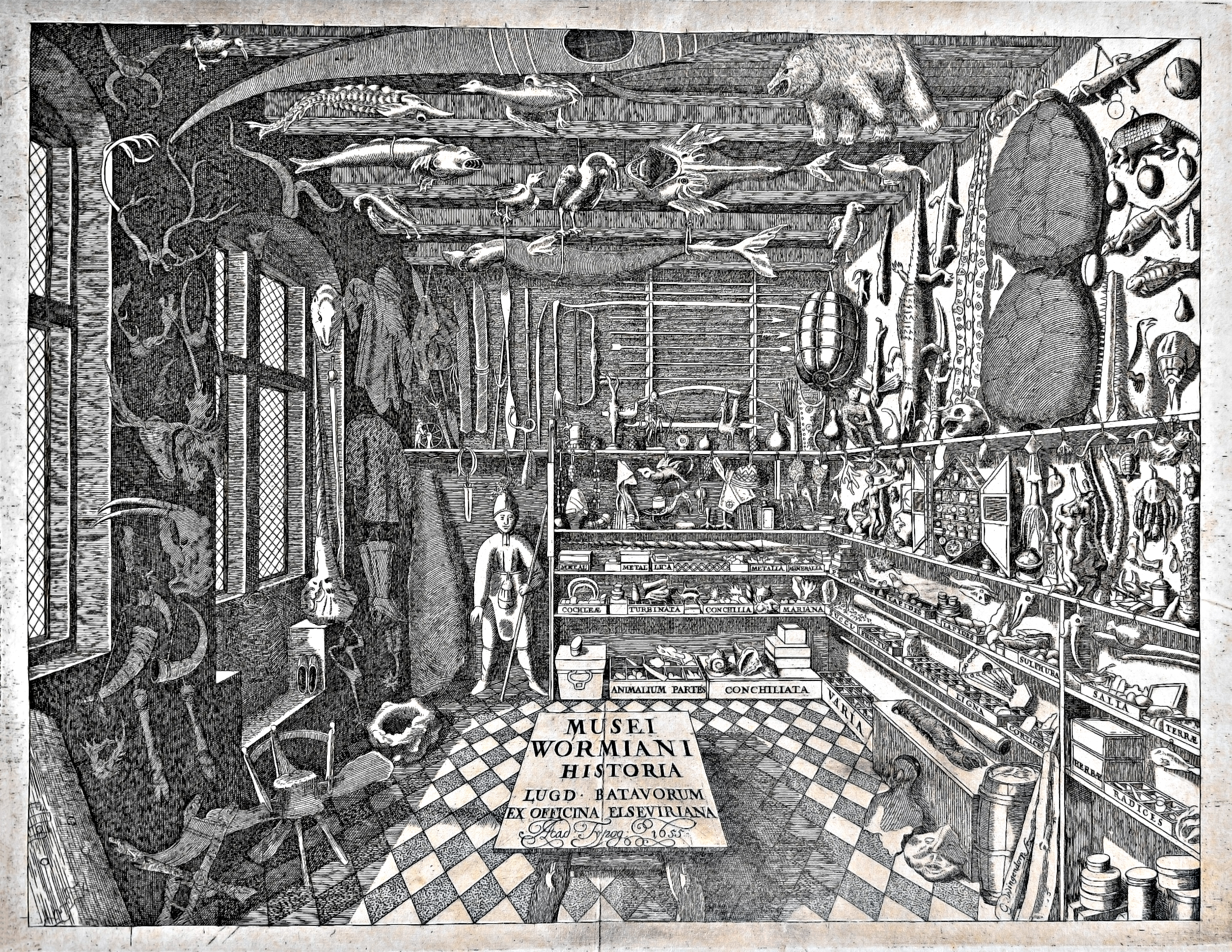
博物志，如Ole Worm的版本，在现代早期成为了生物学知识的中心，将世界各地的生物都集中到同一个地方。在地理大发现之前，博物学家对生物多样性了解甚微。

维萨里在生命体（人类和动物）试验的工作基础上，威廉·哈维和其他的自然哲学家们调查了血液、血管和动脉的作用。哈维1628年发表的《关於动物心脏与血液运动的解剖研究》一书开始了盖伦理论的终结。随着散克托留斯的代谢研究，这本书也成为生理学数量方法的重要模型。
17世纪初期，生物学的微观世界刚刚开启。16世纪后期，小部分透镜制造者和自然哲学家开始制作粗糙的显微镜。罗伯特·虎克於1665年根据自制显微镜的观察结果发表了巨著《显微图谱》。但是直到1670年，安東尼·凡·列文虎克开始对显微镜作出巨大改进并最终生产出可放大200倍的透镜，学者们发现了精子、细菌、纤毛虫以及十分奇妙和多样化的微观世界。扬·斯瓦默丹的调查带来了昆虫学的新热潮，并建立了微观解剖和生物染色的基本方法。

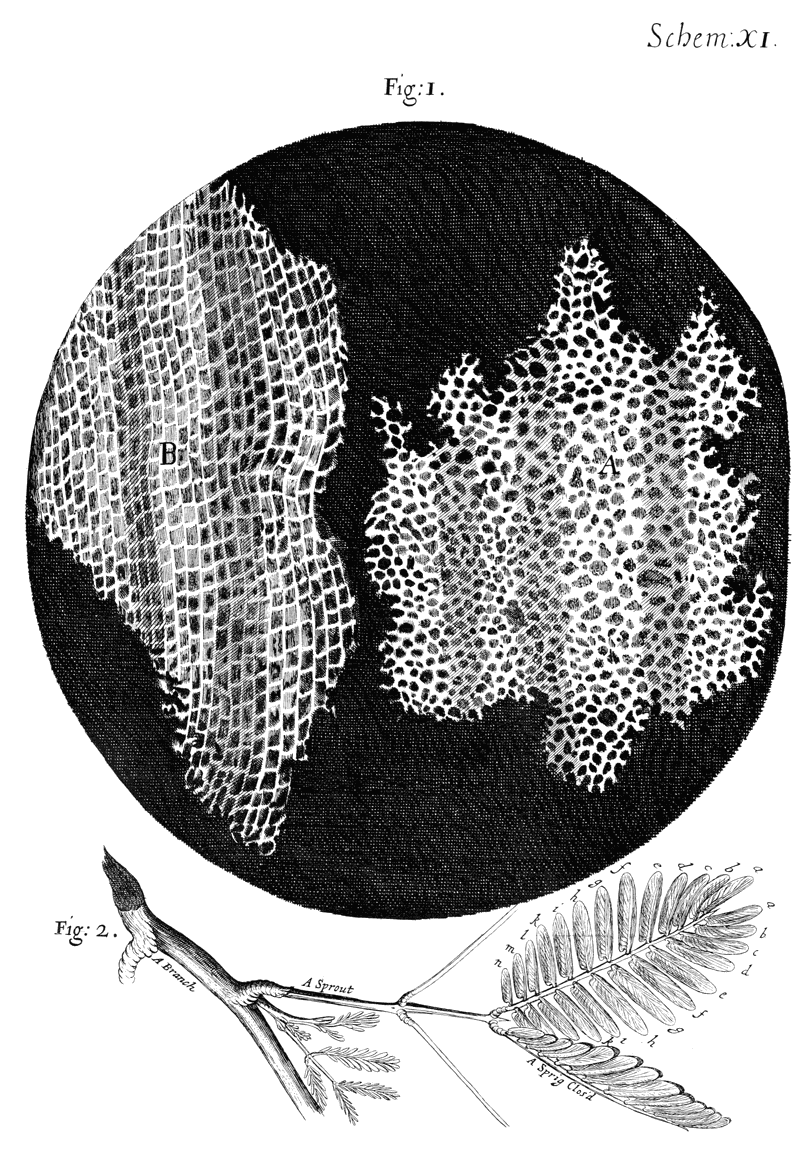
在《显微图谱》中，罗伯特·虎克对木栓的生物学结构使用了单词“细胞”（cell），但直到19世纪科学家才开始在生物中普遍认识到细胞。

当微观世界正在不断扩张时，宏观世界却在收缩。约翰·雷等植物学家将洪水中新发现生物合并到一致的分类中和一致的神学（自然神学）。关於另一场洪水即大洪水的辩论，推动了古生物学的发展。1669年，尼古拉斯·斯丹诺发表了关於存活生物陷入沉积层及矿物中并形成化石的文章。虽然斯丹诺关於化石的理论十分著名并在自然哲学家中引起争论。由於存在对地球年龄及灭绝的争议，所有化石的最初起源直到18世纪末才被博物学家们接受。
在17至18世纪的多数时间中，系统化、命名及分类支配了整个自然史。1735年，卡尔·林奈发表了对自然世界的基本分类方法，而在1750年代为他发现的所有物种都使用了双名法。林奈将物种视为整个体系中不变的部分，而18世纪的另一名博物学家喬治-路易·勒克萊爾·德·布封将物种视为人工分类及可调教的生命形式—甚至考虑了共同起源的可能性。虽然布封反对演化论，但他在演化论思想史上仍发挥了重要的作用。他的作品同时影响了拉马克和达尔文的演化论思想。
新物种的发现和样本的收集使科学绅士们热情高涨并为企业家们带来利润，许多博物学家开始环游世界冒险并发现新的科学知识。

## 十九世纪：生物学科的出现
在整个十九世纪，生物学的主要范围被划分为医学，主要研究结构和功能的问题（即生理学），和自然哲学，主要关注生命的多样化和不同形式生命之间以及生命与非生命的关系。到1900年，这些领域出现了大量重叠，而博物学（以及相对应的自然哲学）产生了越来越多专门化的科学学科—细胞生物学、细菌学、形态学、胚胎学、地理学以及地质学。

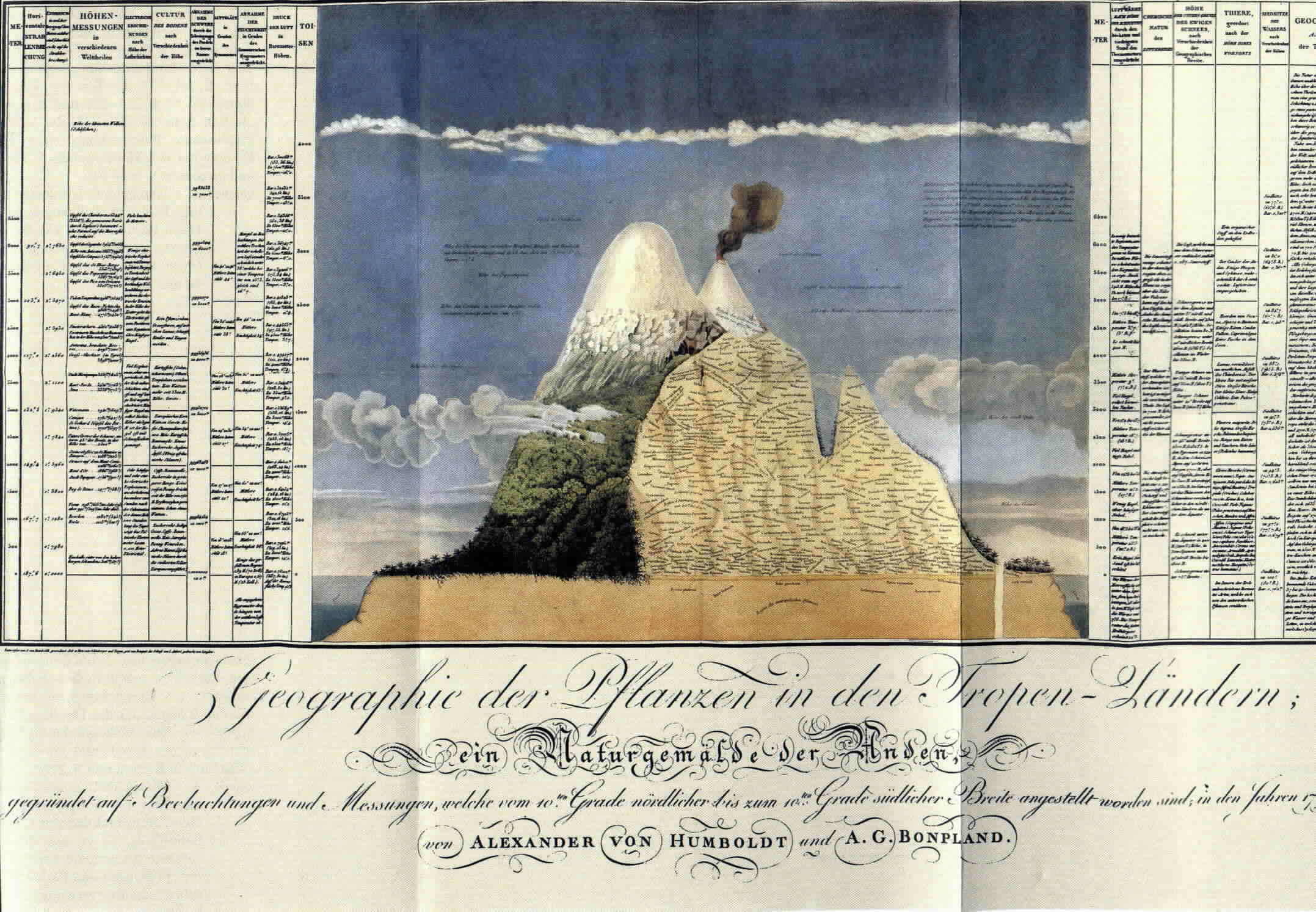
在他的旅游学课程中，亚历山大·冯·洪堡画出了不同地区的植物分布并记录了压力及温度等不同的物理条件。

### 博物学和自然哲学
博物学家在十九世纪早期及中期的广泛旅行带来了生物多样性和分布的新信息财富。特别重要的是亚历山大·冯·洪堡的工作，他使用自然哲学的定量方法（即物理和化学）分析了生物和环境的关系（即博物学领域）。洪堡的工作为生物地理学奠基了基础并激励了几代科学家。

#### 地质学和古生物学
地质学的出现拉近了博物学和自然哲学的距离；地层的确立将生物的空间分布转化为时间的分布。进化的重要先驱喬治·居維葉和其它一些学者在1790年代后代和1800年代早期建立了比較解剖學和古生物学。居维叶在一系列演讲和论文中对活体的哺乳动物与化石遗迹进行了详细的对比，他认为化石是灭绝生物的遗迹，而不是仍有存活生物的遗迹，他的看法得到了广泛认同。吉迪恩·曼特爾、威廉·巴克兰、瑪麗·安寧和理查·歐文等人发现并描述的化石也帮助建立了史前的哺乳动物之前还存在一个“爬行动物时代”（age of reptiles）的理论。这些发现带来了公众对地球生命史的关注。多数地质学家坚持灾变论，但是查理斯·萊爾的名著《地质学原理》（1830）使詹姆斯·哈顿的均变论变得更加通俗，这个理论认为地球在过去和现在发生的地质作用都是相同的。

#### 演化和生物地理学

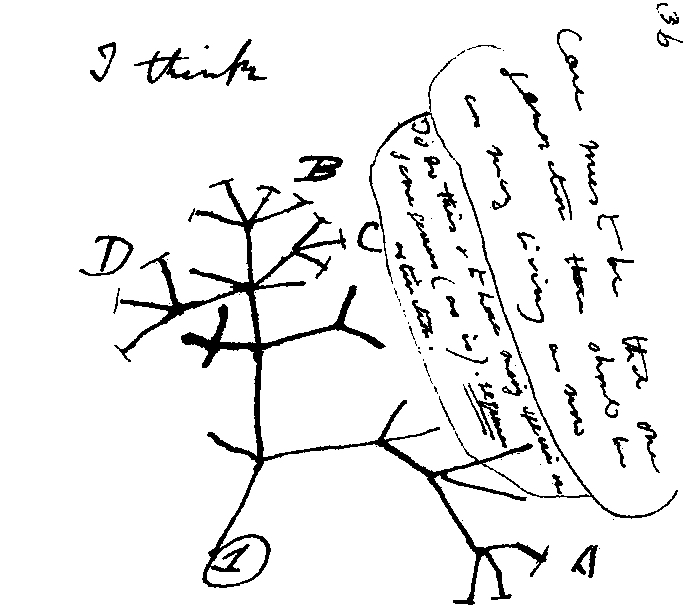
查尔斯·达尔文在作品《关於物种蜕变的第一本笔记》（First Notebook on Transmutation of Species，1837）中关於演化树的第一个草图

让-巴普蒂斯特·拉马克的理论是达尔文之前最重要的演化论，他的理论基於获得性状遗传（这一遗传机制在20世纪前被广泛接受），这一理论描述了从最低级生物向人类发展的链条。英国博物学家查尔斯·达尔文将洪堡的生物地理学方法、莱尔的均变论地质学方法、托马斯·罗伯特·马尔萨斯关於人口增长的著作以及他自己的形态学专长相结合，创造出了更成功的基於自然选择的演化论。类似的证据使阿弗雷德·羅素·華萊士独立得出了相同的结论。
1859年，达尔文发表了巨著《物競天擇，適者生存之物種起源論》（即《物种起源》），这一事件被认为是现代生物史的重要事件之一。达尔文使用博物学家的可信度、清醒的语调并利用了大量的完整数据，使《物种起源》继续了之前的进化论工作，如已经失败的匿名作品《自然创造史的遗迹》（Vestiges of Creation）。19世纪末的多数科学家都认同演化论和共同起源。但是直到20世纪，自然选择都没有被作为主流演化机制来看待，正如同多数现代遗传理论似乎与自然变异遗传并不相容一样。
继德堪多、洪堡及达尔文之后，華萊士为动物地理学作出了巨大贡献。由於他对蜕变假说的兴趣，他对几乎同类的物种分布特别关注。他起初在南美进行了这一领域的研究，而后又到了马来群岛。他在马来群岛发现了著名的华莱士线, 这条线穿越摩鹿加群島将整个群岛的动物区系分成了亚洲区和新几内亚/澳大利亚区。他提出了一个重要的问题，为什么相似气候的群岛上的动物会有如此大的区别，这只能从它们的起源来回答。1876年，他发表了《动物的地理分布》（The geographical distribution of animals），这一作品在半个世纪中被作为参考作品使用。1880年的继作《岛屿生命》（Island Life）对岛屿的生物地理学进行了研究。他将菲力浦·斯科雷特用於描述鸟类地理分布的六区区系推广到所有物种。他将地理区域内的动物群体逐一列出并强调不连续性，他对演化论的理解使他作出了合理解释，而这一工作之前并没有人完成过。
法蘭西斯·高爾頓以及生物统计学家们的工作带来了对遗传科学研究的快速发展并唤醒了达尔文的《物种起源》。遗传学的起源通常被追溯到修士格里哥·孟德尔在1866年的作品，而之后的遗传定律正是以他命名。但是，他的工作直到35年后才被发现到重要性。同时，大量遗传理论（基於泛生论、直生论及其它机制）被激烈辩论并调查。胚胎学和生态学也成为了生物学的中心领域，特别是在与演化论联系后并通过恩斯特·海克尔的作品通俗化。但是大部分19世纪的遗传学工作并非都是博物学的王国，也存在部分实验生理学。

### 生理学
在19世纪中，生理学的领域得到了大大扩张，从主要的面向医学的领域转变为调查生命的物理和化学过程的更宽广领域—包括植物、动物甚至人体上的微生物。“生命即机器”（Living things as machines）成为了生物学（和社会）思考的重要隐喻。

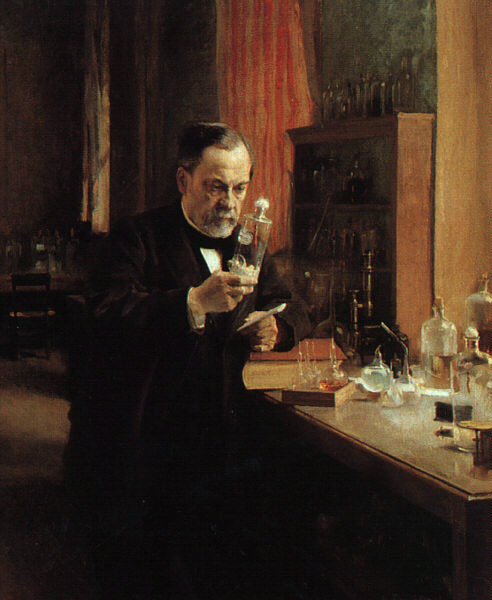
路易·巴斯德及其它生物学家改进的实验室玻璃器皿及实验方法在19世纪末对萌芽阶段的细菌学作出了巨大贡献。

#### 细胞理论、胚胎学和生源理论
顯微鏡學的进步也给生物学思想带来了深远的影响。在19世纪早期，大量生物学家都指出了细胞的重要性。1838至1839年，許萊登和施旺开始提出理论：（1）细胞是生物体的基本单位；（2）单个细胞拥有所有的生命特征，虽然他们反对；（3）所有细胞都来自其它细胞的分化。但是，由於羅伯特·雷馬克和鲁道夫·菲尔绍的工作，到1860年代多数生物学家都授受了以上三点原则，并称之为“细胞学说”。
细胞学说使生物学家将独立的生命体重新想象成单一细胞的相互装配。新兴领域细胞生物学的科学家使用功能增强的显微镜和新的染色方法，很快就发现即使是单一的细胞都不是早期显微镜学家所描述的填充单一液体的细胞腔那么简单。罗伯特·布朗在1831年描述了细胞核。到19世纪末，细胞生物学家们鉴定了其它的一些细胞结构：染色体、中心体、线粒体、叶绿体以及其它通过染色可以见到的结构。1874年至1884年期间， 華爾瑟·弗萊明描述了有丝分裂的分离阶段，表明了这并非染色引起的人为现象而是确实发生在活细胞中，此外染色体在分裂前数量加倍并产生子细胞。大量细胞增殖的研究结合在一起并形成奥古斯特·魏斯曼的遗传理论。他将细胞核（特别是染色体）作为遗传材料，提出了体细胞和胚细胞的差别（提出染色体数量必须是生殖细胞的一半，是减数分裂概念的先驱。），并采纳了雨果·德弗里斯的泛生论。魏斯曼主义的影响很大，特别是在实验胚胎学的新领域。
到1850年代中期，瘴气致病论被细菌致病论大大取代，并带来对微生物以及它们与其它生命形式关系的兴趣。到1880年代，细菌学形成了连贯的学科，特别是通过羅伯·柯霍引入在培养皿上加入特定营养的瓊脂平板上进行纯生长培养的方法后。而长期坚持的活生物可以很容易地从非生命物质中产生的想法（自然发生论）也受到路易·巴斯德一系列实验的抨击。同时，关於活力论和机械论的争论（从亚里士多德时期和希腊原子论者之后就一直存在）也在持续进行。

#### 有机化学和实验生理学的崛起
关於化学，一个主要的事件是有机物质和无机物质的区分，特别是有机物质转换的背景，如发酵和腐败。自亚里士多德之后，这些都被认为是基本的生物（活力论）过程。但是，弗里德里希·维勒、尤斯图斯·冯·李比希以及其它有机化学的先驱—在拉瓦锡的工作基础上—发现有机世界可以使用物理和化学方法进行分析。1928年，维勒发现有机物质尿素可以使用与生命无关的化学方法来产生，为推翻活力论提供了强有力的证据。影响化学转变的细胞提取（「发酵」）也被发现。最初的工作是1833年糖化酶的发现，并在最终於19世纪末建立了酶的概念。虽然化学动力学的公式直到20世纪早期才被应用於酶反应。
包括克罗德·伯纳德在内的生理学家史无前例地探索了活体的化学和物理功能（通过活体解剖和其它试验方法），为内分泌学（1902年发现激素和分泌素后得到快速发展）、生物力学以及营养学和消化作用的研究奠定了基础。19世纪下半叶，实验生理学方法在医学和生物学的重要性和多样性得到巨大的进展。生命过程的控制和操作得到了重点关注，实验被作为生物学教育的重点。

## 二十世纪的生物科学
20世纪初，大部分生物学研究仍然以博物学的方法完成。这种方法注重基於试验的因果论解释来分析形态学和系统发育学。但是，反对活力论的试验生理学家和胚胎学家逐渐成为主流，特别在欧洲。1900年代和1910年代发展、遗传和代谢实验方法的成功表现了试验在生物学的作用。在接下来的几十年中，试验工作取代了博物学方法成为主流的研究模式。

### 生态学和环境科学
在20世纪早期，最新的基於试验的生物学科已经很好地建立，博物学家开始面对压力并需要在他们的方法中加入有力的试验支持。生态学作为生物地理学和由化学家们提出概念的生物地質化學循環结合的产物出现、田间生物学家发展出如样方的定量方法并在田间采用实验室仪器和照相机。动物学家和植物学家使用方法来减轻生命世界的不可预知性，在实验室进行实验并研究花园之类的半控制自然环境；新的机构如冷泉港實驗室和海洋生物学实验室并研究生物的整个生命周期提供了可控性更高的环境。
1900年代和1910年代，亨利·钱德勒·考尔斯和弗雷德里克·克莱门茨提出了生态演替的概念，并在早期的植物生态学中直到了重要作用。阿弗雷德·洛特卡的掠食者－獵物方程、G·埃弗兰·哈钦森对生物地理学及湖泊与河流生物地质化学结构（湖沼学）的研究以及查尔斯·萨瑟兰·埃尔顿对动物食物链的研究都对定量方法的演替作出了开拓性的工作。1940年代和1950年代，尤金·奥德姆综合了许多生态系统生态学的概念。生态学开始作为独立学科出现，并将不同生物群体之间的关系（特别是材料和能量关系）放在了这一领域的中心。
1960年代，演化论对多个选种单位的可能性进行了探索，生态学家开始使用演化论方法。在种群生态学，对群體选择的争论简短而激烈；到1970年，多数生物学家都认同自然选择在个体生物水平效率甚微。但是，生态系统的演化成为了最新的研究焦点。生态学随着环境行动的增长出现快速扩张；国际生物学计划试图将大科学的方法（成功应用於物理学）应用於生态系统生态学及迫切的环境问题，而小范围的独立工作，如岛屿生物地理学和Hubbard Brook试验林，则用於帮助对不断增长的多元化的学科进行重新定义。

### 古典遗传学、现代综合论与演化论

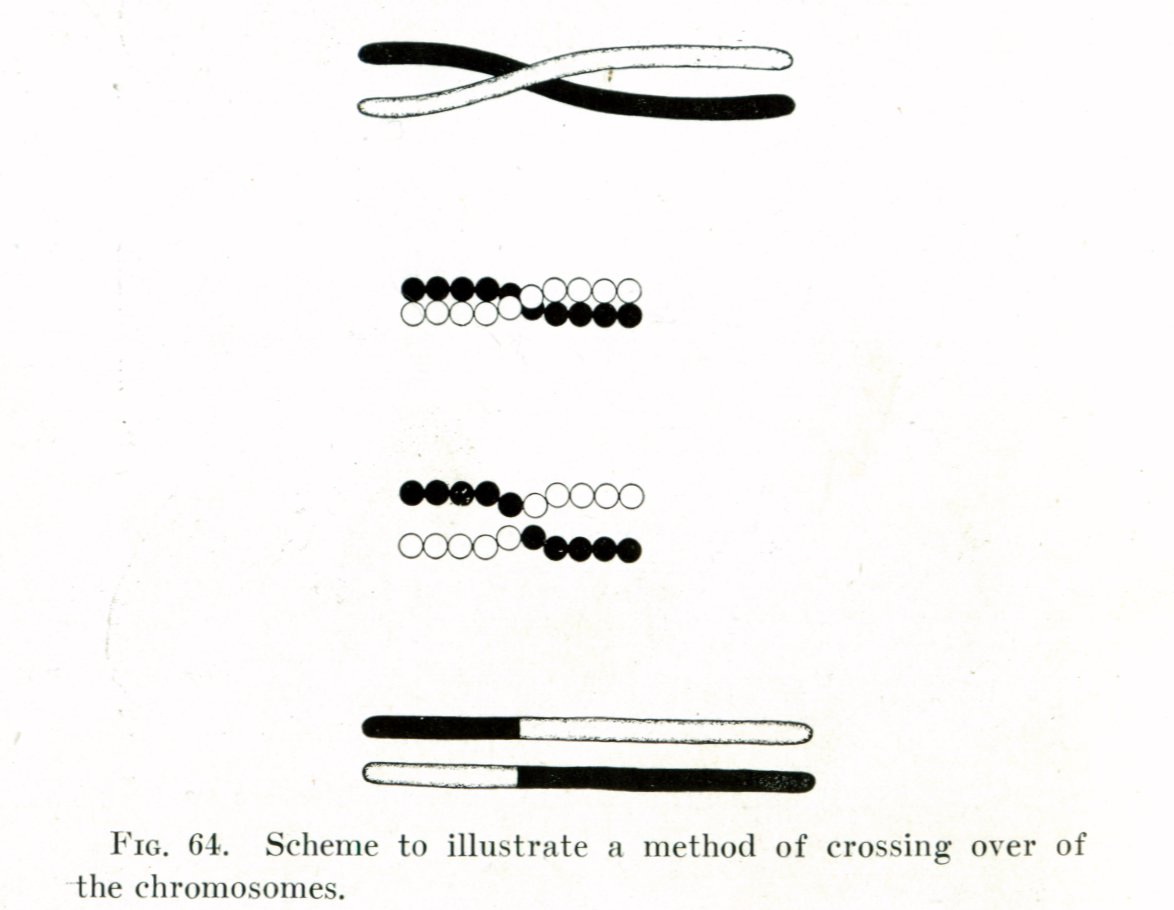
托马斯·亨特·摩尔根的染色體互換示意图

1900年是重新发现孟德尔的一年：雨果·德弗里斯、卡尔·科伦斯和冯·切尔马克独立发现了孟德尔定律（实际上没有在孟德尔的作品中出现）。不久之后，细胞生物学家提出染色体为遗传材料。1910年至1915年，托马斯·亨特·摩尔根提出两个有争议的理论，成为遗传学的“孟德尔-染色体理论”（Mendelian-chromosome theory）。他们将遗传连锁现象进行定量，并将染色体上的基因比起绳子上的珠子；假设染色體互換来解释连锁和黑腹果蝇（Drosophila melanogaster，被广泛用作模式生物）的遗传图谱。
雨果·德弗里斯试图将新的遗传学和演化论结合在一起。在他的遗传学工作和雜交的基础上，他提出了突变论，这一理论在在20世纪初期得到广泛接受。拉马克主义也拥有大量支持者。生物统计学家研究了大量只有部分遗传能力的连续变量性状，而达尔文主义则与这些研究结果不相一致。1920年代与1930年代，随着孟德尔-染色体理论的广泛接受，群体遗传学作为一门学科出现。羅納德·費雪、J·B·S·霍尔丹和塞瓦尔·赖特统一了自然选择和孟德尔遗传的演化论思想，并产生了现代综合论。当突变论随遗传学理论成熟时，获得性性状的遗传也受到否认。
在20世纪下半叶，群体遗传学的理念开始应用於一些新的学科，如行为遗传学、社会生物学及演化心理学等。1960年代，威廉·唐納·漢彌爾頓和其它学者通过亲属选择发展了博弈论方法来解释其它演化角度的利他主义。通过内共生更高级生物的可能起源以及分子演化论中的相应方法产生了关於适应论的适当平衡与进化论的偶发事件的持久争论，这些分子演化论的方法包括基因中心观点和演化中性理論。
1970年代，史蒂芬·古爾德和尼爾斯·艾崔奇提出間斷平衡理论，这一理论坚持化石记录大量主要特征的停滞，并认为多数演化改变是在相应短的时间内快速发生的。1980年，路易斯·阿尔瓦雷茨和沃爾特·阿爾瓦雷茨提出撞击事件是白垩纪-第三纪灭绝事件主要起因的假说。而1980年代早期，杰克·塞普科普斯基和大卫·劳普公布了海洋生物化石纪录的统计学分析，并导致了地球生命史对生物集群灭绝的重视。

### 生物化学、微生物学和分子生物学
到19世纪末，随着蛋白质、脂肪酸代谢和尿素合成的轮廓形成，所有药物代谢的主要途径已经都被发现。在20世纪早期，人类营养食品的微量成份维生素开始被分离并合成。一些先进的实验室技术，如色谱法和电泳， 带来了生理化学的快速发展。生理化学也开始成为“生物化学”，并从医学中独立中来。1920年代至1930年代，汉斯·克雷布斯、卡尔和格蒂·科里带领着生化学家们开始找出生命的一些中心代謝途徑：三羧酸循环、糖原生成和糖酵解，以及類固醇和卟啉的合成。1930年代至1950年代，弗里茨·阿尔贝特·李普曼等人确认ATP为细胞能量的通用载体，而線粒體则是细胞的“能量工厂”。这些传统的生物化学工作在整个20世纪及21世纪都非常活跃地进行着。

#### 分子生物学起源
随着传统遗传学的发展，一些生物学家 - 包括在生物学新出现的物理学家 - 开始研究基因及其物理结构的问题。洛克菲勒基金會科学部门的领导瓦倫·韋弗签署拨款促进利用物理和化学方法来解决基础的生物问题，并在1938年使用这一方法催生了分子生物学的概念。1930年代及1940年代产生的一些重要生物学突破就是由洛克菲勒基金會所赞助。

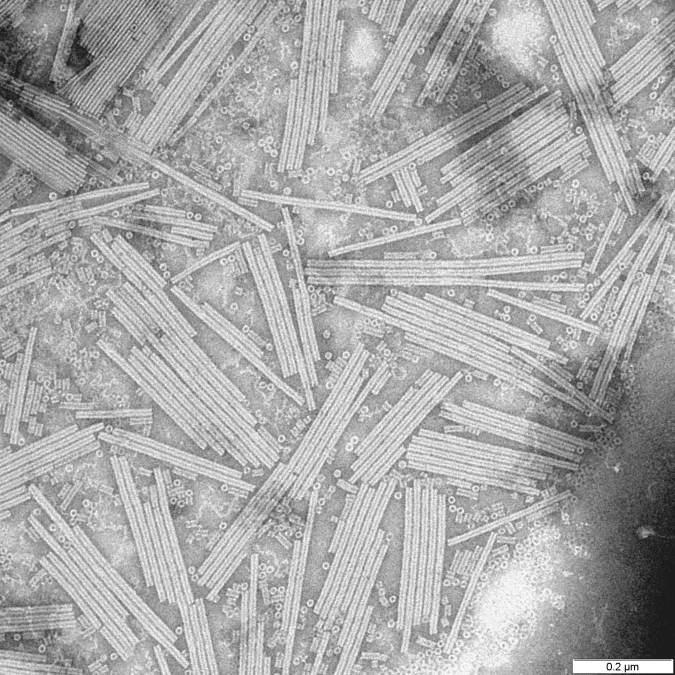
温德尔·斯坦利在1935年将菸草鑲嵌病毒晶体看成纯核蛋白，使很多科学家相信遗传学可以完全通过物理学和化学的解释。

如同生物化学，处於科学和医学之间的细菌学和病毒学的学科重叠（后来合并为微生物学）在20世纪初期得到了快速发展。费里斯·代列尔在一战期间对噬菌体的隔离引发了对噬菌体病毒及其所感染的细菌的大量研究。
开发能产生可重复实验结果的标准、遗传一致的生物对分子遗传学的发展而言十分关键。早期通过采用果蝇和玉米后，一些简单模式生物的采用，如粉色麵包黴菌（Neurospora crassa）将遗传学和生物化学联系在一起。最重要的就是比德尔和塔特姆於1941年提出的"一个基因一个酶假说"。一些遗传学实验借助电子显微镜和超速离心机等新技术在甚至更小的模式生物上进行试验，如菸草鑲嵌病毒和噬菌体，这些试验使科学家们重新思考“生命”的字面意义。病毒的遗传和核蛋白细胞结构在核（“胞质基因”）外的繁殖使原来接受的孟德尔-染色体理想更加复杂。

「分子生物學的中心法則」（早期开玩笑地称为「教条」）由弗朗西斯·克里克於1958年提出。图为克里克重现他当时对中心法则的构思。实线代表已知（根据1958的情况）的信息传输模式，而虚线代表假设的模式。

奥斯瓦尔德·埃弗里於1943年提出可能DNA是染色体的遗传材料，而不是蛋白质。这一说法在1952年的赫希-蔡斯實驗得到确认，这也是以物理学家转为生物学家的馬克斯·德爾布呂克为中心的“噬菌体团队”所作出的贡献之一。1953年，詹姆斯·杜威·沃森和弗朗西斯·克里克在莫里斯·威爾金斯和羅莎琳·富蘭克林的工作基础上，提出DNA的结构为双螺旋结构。在著名的论文《核酸分子結構》中，沃森和克里克只是简单地提到，“我们假定的配对直接给出了遗传材料可能的复制机制，这并没有逃离我们的注意。“（It has not escaped our notice that the specific pairing we have postulated immediately suggests a possible copying mechanism for the genetic material.）。1958年的米西尔逊-斯塔尔实验验证了DNA的半保留复制，大多数生物学家都清楚核酸的序列在一定程度上决定了蛋白质中的氨基酸序列。物理学家乔治·伽莫夫提出，固定的遗传密码用於联系蛋白质和DNA。在1953年至1961年，只有少量书籍的生物学序列—DNA或蛋白质的—但提出了大量的密码体系。为了实际破解遗传密码，在1961至1966年期间进行了大量生物化学和细菌遗传学的试验，其中尼倫伯格和科拉納的工作尤为重要。

#### 分子生物学的发展
1950年代后期，除了加州理工學院的生物学部门、剑桥大学的分子生物学实验室（及其前身）和大量其它研究机构，巴斯德研究院也成为分子生物学研究的一个主要中心。剑桥大学由马克斯·佩鲁茨和约翰·肯德鲁所带领的科学家集中研究快速发展的结构生物学领域，结合X射线晶体学和分子模型以及电子计算机的计算能力（直接或间接得到军事资助）。大量由弗雷德里克·桑格带领的生化学家后来加入到剑桥实验室，同时带来高分子结构和功能的研究。在巴斯德研究院，方斯華·賈克柏和賈克·莫諾在1959年的帕亚莫试验后发表了一系列关於乳糖操縱子的文件，建立了基因表达的调控的概念并确认了信使RNA。到1960年代中期，分子生物学的知识核心—代谢和繁殖的分子基础模型基本完成。
1950年代末期至1970年代早期是分子生物学大量研究和研究机构扩张的一个时期，这一学科在这一时期在一定程度上已经形成条理。生物学家艾德華·威爾森称之为“分子战争”（The Molecular Wars），分子生物学的方法和实践者得到快速发展，几乎占领了多数领域甚至整个学科。 分子生物学在遗传学、免疫学、胚胎学及神经科学中变得特别重要, 而生命由遗传程序（genetic program）—賈克柏和莫諾从新兴领域控制论和计算机科学带来的一个隐喻—所控制的思想在整个生物学成为主流的观点。随着尼尔斯·杰尼和弗兰克·麦克法兰·伯内特於1950年代中期提出的克隆选择，免疫学与分子生物学建立了特殊的联系。
对分子生物学不断增长的影响力的抵制在演化生物学特别明显。蛋白质序列对演化的定量研究有很大的潜力（通过分子钟假说），但是主流的演化生物学家对於分子生物学在回答演化因果关系重大问题上的意义表示怀疑。各学科的生物学家开始声称他们的重要性和独立性：特奥多修斯·多布然斯基针对分子生物学的挑战给出了他的著名论断，生物學的一切都沒有道理，除非放在演化的光芒之下。在1968年之后，这个问题变得更加突出。木村資生的演化中性理論提出至少在分子水平，自然选择并不是演化的唯一途径。而分子演化可能是与形态学完全不同的过程。1960年代起，“分子/形态学悖论”成为分子演化研究的关注点。

### 生物技术、基因工作和基因组学
19世纪后期之后，通常意义上的生物技术成为了生物学中重要的一个部分。在釀酒和农业的工业化进程中，化学家和生物学家开始意识到人为控制生物过程的重要潜力。特别是发酵给化学产业带来了巨大的好处。到1970年代早期，大量生物技术被开发出来，从青霉素和類固醇之类的药物到小球藻和单细胞蛋白质之类的食品以及酒精汽油—同时出现大量的杂交高产玉米和农业技术，并带来了绿色革命。

大腸桿菌是生物技术及很多其它生物学领域的重要工具。

#### 重组DNA
现代意义上的生物工程 - 基因工程起源於1970年代重组DNA技术的发明。1960年代末，限制酶被发现并描述，并紧接着病毒基因的分离、复制和合成。1972年在保羅·伯格的实验室（建立在阿瑟·科恩伯格实验室的連接酶基础上，并得到赫伯特.玻意尔实验室的EcoRI帮助），分子生物学家合成了第一个转基因生物。不久之后，其他人开始使用质粒载体并加入抗生素耐药性的基因，大大增强了重组技术的获取。
由於对潜在危险的担心（特别是存在带病毒致癌基因的高产病菌的可能性），科技界及大量社会人士对这些发展既爱又恨。伯格所带领的著名分子生物学家建议在风险得到评估并出台相关政策前，暂时中止对重组DNA的研究。这一停止得到了尊重，直至1975年关於重组DNA的阿西罗马会议给出了建议的政策并得出这一技术是安全的结论。
阿西罗马之后，新的基因工程技术和应用得到快速开发。DNA测序方法得到大大改进（弗雷德里克·桑格和沃特·吉爾伯特进行了发展），同时还有寡核苷酸的合成及转染技术。研究者们学习如何控制转基因的表达，并很快在学术界和工业界创造了能够表达人类基因的生物用於制造人类激素。但是，让分子生物学家们气馁的事情发生了。1977至1980年的发展表明，由於断裂基因和剪接的现象存在，高等生物的基因表达比早期研究的细菌模型更为复杂。 Genentech公司成为胰岛素合成的赢家。这标志着生物技术大爆发的开端（并进入基因专利时代），生物学、工业与法律出现了史无前例的交叉。

#### 分子合成和基因组学

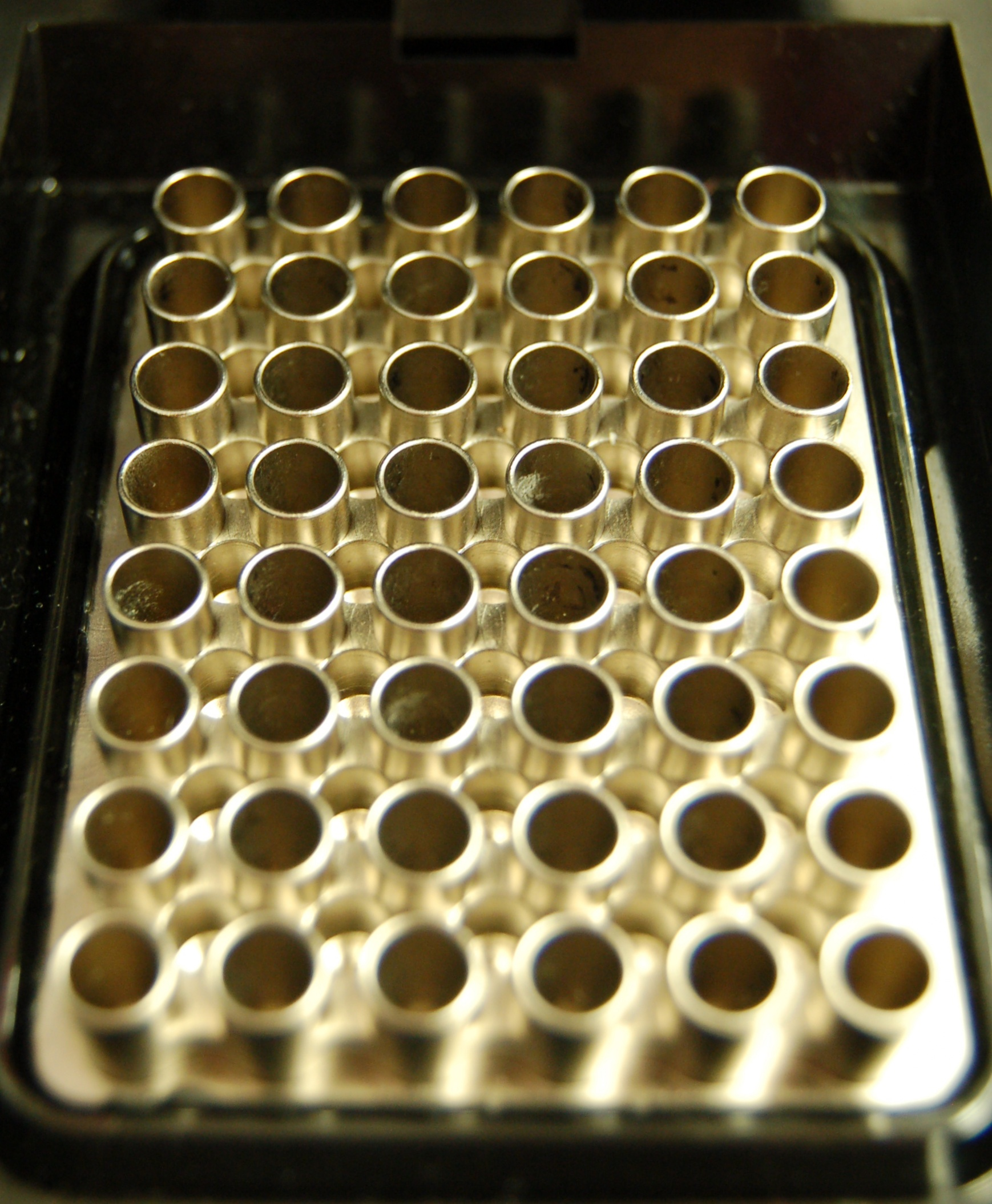
一台48孔基因扩增仪的内部，此仪器可同时对多个样品进行PCR。

到1980年代，蛋白质测序已经成为生物的科学分类法（特别是支序分类学），而生物学家们很快开始使用RNA和DNA测序作为性状。这加大了分子演化学在演化生物学的意义，而分子系统发生学的结果也可以同基於形态学的传统演化树进行比较。琳·馬古利斯提出內共生理论，这一理论认为真核生物细胞的一些細胞器通过共生起源於自由生长的原核生物。进入1990年代，根据卡尔·萨根对16S rRNA测序得到的分子系统发生学，五大域（植物、动物、真菌、单细胞生物、无核原虫）变成三个域（古细菌域、细菌域和真核生物域）。
1980年代中期对聚合酶链锁反应（polymerase chain reaction，PCR）的开发和普及（凯利·穆利斯及Cetus公司的其他人发明）标志着着现代生物技术的另一个分水岭，大大增加了基因分析的容易程序和速度。结合表达序列标签的使用，PCR比传统的生物化学或基因方法发现了更多的基因并带来了整个基因组测序的可能性。
同位序列发现后，生物从受精卵到成年的多数形态发生的统一开始被发现。刚开始在果蝇，后来在其它昆虫和包括人类的动物上也继续发现。这些发展使演化發育生物學开始理解动物门的不同发育体制是如何演化以及相互之间的关系。
人类基因组计划是至今最大也是成本最高的单一生物学研究。在大腸桿菌、釀酒酵母、秀麗隱桿線蟲等基因简单的模式生物上完成基础工作后，1988年这一计划在詹姆斯·杜威·沃森的领导下启动。由克萊格·凡特和他的塞雷拉基因組发明的霰彈槍定序法和其它基因发现方法带来了公私测序竞赛并带来了2000年的第一份人类DNA序列草图。

## 21世纪的生物科学
在21世纪初，生物科学与以前差异化的新学科和经典学科如物理学融合到生物物理学等研究领域。在分析化学和物理仪器方面取得了进展，包括改进的传感器，光学器件，示踪器，仪器仪表，信号处理，网络，机器人，卫星和用于数据收集，存储，分析，建模，可视化和模拟的计算能力。这些技术进步使理论和实验研究成为可能，包括分子生物化学，生物系统和生态系统科学的互联网出版物。这使得全世界能够获得更好的测量，理论模型，复杂的模拟，理论预测模型实验，分析，全球互联网观察数据报告，开放式同行评审，协作和互联网出版。新的生物科学研究领域出现了，包括生物信息学，神经科学，數理生物學，计算基因组学，天体生物学，和合成生物学。